# Partnerstwo Badawcze N8
Partnerstwo Badawcze N8 (ang. N8 Research Partnership) – zawiązane w 2007 roku partnerstwo ośmiu wiodących uniwersytetów w Północnej Anglii - Durham, Lancaster, Leeds, Liverpool, Manchester, Newcastle, Sheffield i York. Celem Partnerstwa Badawczego N8 jest koordynacja grup badawczych i współpracy w Północnej Anglii. Celem wspierania współpracy akademickiej N8 tworzy zespoły stworzone ze światowej klasy badaczy. Zespoły te tworzą sieć wirtualnych ośrodków nauki i innowacji. Łącznie uczelnie N8 podejmują rokrocznie badania o łącznej wartości 650 milionów funtów i zatrudniają ponad 18 tysięcy naukowców, tworząc największe tego typu partnerstwo badawcze w Wielkiej Brytanii. N8 ściśle współpracuje z sektorem przemysłowym, żeby zapewnić biznesom skuteczny dostęp do wiodących badań podejmowanych przez N8.

## Uczelnie
Uniwersytety należące do Grupy N8 to:
Północno-wschodnia Anglia
- Durham
- Newcastle

Północno-zachodnia Anglia
- Lancaster
- Liverpool
- Manchester

Yorkshire and the Humber
- Leeds
- Sheffield
- York